# Нижний Авзян
Нижний Авзя́н (баш. Түбәнге Әүжән) — село в Белорецком районе Башкортостана России, относится к Кагинскому сельсовету.

## Географическое положение
Расстояние до:
- районного центра (Белорецк): 91 км,
- центра сельсовета (Кага): 19 км,
- ближайшей ж.-д. станции (Белорецк): 89 км.

## Название
Әүжән в переводе с башкирского языка означает ложбину.

## Население
| 2002 | 2009 | 2010 |
| ---- | ---- | ---- |
| 206  | ↘168 | ↘143 |

Согласно переписи 2002 года, преобладающая национальность — русские (87 %).

## Религия
В селе есть православная церковь Введения во храм Пресвятой Богородицы.

## Известные уроженцы
- Белов, Фёдор Иванович (1920 — 1979) — старший сержант, Герой Советского Союза.
- Виноградов, Илья Васильевич (1906 — 1978) — советский военачальник, генерал-лейтенант.